# Conte di Elgin
Il titolo di conte di Elgin è stato creato il 21 giugno 1633 nel pari di Scozia per Thomas Bruce, III Lord Kinloss. In seguito è stato creato barone di Whorlton nel Pari d'Inghilterra il 30 luglio 1641. Suo figlio, Robert, è stato creato conte di Ailesbury nel Pari d'Inghilterra.
Alla morte del quarto conte di Elgin, i titoli di Ailesbury e di Bruce si estinsero, e il titolo di Elgin passò al conte di Kincardine, unendosi. Il più famoso conte era il settimo conte, che rimosse e trasportò in Gran Bretagna i cosiddetti Marmi di Elgin del Partenone. A Dublino ci sono strade chiamate con i titoli del conte:  Elgin Road e Ailesbury Road.
La Signoria di Kinloss, detenuta dai primi quattro conti, è stata ereditata, alla morte del quarto conte, dal terzo duca di Chandos. Attraverso la figlia, la signoria passò ai duchi di Buckingham e Chandos.
Il conte di Elgin è il capo del Clan Bruce.
La residenza ufficiale è Broomhall House, a tre miglia a sud-ovest di Dunfermline, Scozia.

## Baroni feudali di Clackmannan
- Thomas de Bruys, I barone di Clackmannan (m. prima del 1348)
- Robert de Bruys, II barone di Clackmannan (m. prima del 1406)
- Sir Robert Bruce, III barone di Clackmannan (m. 1428)
- Sir David Bruce, IV barone di Clackmannan
- John Bruce, V barone di Clackmannan (m. 1473)
- Sir David Bruce, VI barone di Clackmannan (m. c. 1500)
- Sir David Bruce, VII barone di Clackmannan (m. dopo il 1556)
- Sir Edward Bruce, VIII barone di Clackmannan (1505–1565)
  - suo figlio secondogenito, Edward, venne creato Lord Bruce di Kinloss nel 1604

## Lord di Kinloss (1608)
- Edward Bruce, I Lord di Kinloss (1548-1611)
- Edward Bruce, II Lord di Kinloss (1594-1613)
- Thomas Bruce, III Lord Kinloss (1599-1663) (creato conte di Elgin 1633)

## Conti di Elgin (1633)
- Thomas Bruce, I conte di Elgin (1599-1663)
- Robert Bruce, II conte di Elgin (1627-1685)
- Thomas Bruce, III conte di Elgin (1656-1741)
- Charles Bruce, IV conte di Elgin (1682-1747)
- Charles Bruce, V conte di Elgin (1732-1771)
- William Bruce, VI conte di Elgin (1764-1771)
- Thomas Bruce, VII conte di Elgin (1766-1841)
- James Bruce, VIII conte di Elgin (1811-1863)
- Victor Bruce, IX conte di Elgin (1849-1917)
- Edward Bruce, X conte di Elgin (1881-1968)
- Andrew Bruce, XI conte di Elgin (m. 1924)

L'erede è il figlio dell'attuale conte, Charles Edward Bruce, lord Bruce (n. 1961).